# Trichoderes rugosus
Trichoderes rugosus là một loài bọ cánh cứng trong họ Cerambycidae.